# Shrek the Third
Shrek the Third (Tiếng Việt: Gã Chằn Tinh Tốt Bụng 3) là bộ phim hoạt hình hài hước năm 2008 của Mỹ, được định dạng 3D, sản xuất bởi hãng DreamWorks Animation và được phát hành bởi hãng Paramount Pictures. Đây là phần thứ ba là phần mới nhất của loạt phim, với hai tập trước là Shrek (2001) và Shrek 2 (2004), và là bộ phim đầu tiên được định dạng 3D trong loạt phim. Bộ phim được đạo diễn bởi Chris Miller và được công chiếu rộng rãi trên toàn thế giới vào ngày 6 tháng 5 năm 2007. Shrek the Third ra mắt đầu tiên vào ngày 6 tháng 5 trước công chúng tại Nhà hát Mann Village tại Pháp.

## Cốt truyện
Một thời gian sau các sự kiện của phần phim thứ hai, Shrek và Công chúa Fiona sẽ kế vị vị Vua Harold đang hấp hối, nhưng những nỗ lực của Shrek để phục vụ với tư cách là Nhiếp chính trong thời gian Harold vắng mặt vì lý do y tế đã kết thúc trong thảm họa. Shrek không quan tâm đến việc trở thành vua của Far Far Away. Với hơi thở hấp hối, Harold nói với Shrek về một người thừa kế khác: cháu trai của anh và em họ của Fiona, Arthur "Artie" Pendragon. Trong khi đó, Hoàng tử quyến rũ thề sẽ trả thù cho cái chết của mẹ mình, Bà tiên đỡ đầu và trở thành vua. Charming đến quán rượu Poison Apple và thuyết phục những nhân vật phản diện trong truyện cổ tích chiến đấu vì "hạnh phúc mãi mãi" của họ.
Shrek, Donkey và Puss in Boots bắt đầu đi tìm Artie. Khi họ chèo thuyền đi, Fiona tiết lộ với Shrek rằng cô ấy đang mang thai, khiến Shrek vô cùng kinh hãi. Anh cho rằng mình không có khả năng nuôi con. Bộ ba hành trình đến Học viện Worcestershire, một trường nội trú phép thuật ưu tú, nơi họ phát hiện ra Artie là một cậu bé 16 tuổi gầy gò, bị ruồng bỏ. Tại cuộc mít tinh của trường, Shrek nói với Artie rằng anh đã được chọn làm vua của Far Far Away. Artie rất phấn khích cho đến khi Donkey và Puss vô tình làm anh ta sợ hãi khi thảo luận về trách nhiệm của nhà vua. Mất tự tin, Artie cố gắng điều khiển con tàu và lái nó quay trở lại Worcestershire; sau một cuộc ẩu đả với Shrek, con tàu đâm vào một hòn đảo xa xôi, nơi họ chạm trán với thầy phù thủy đã nghỉ hưu của Artie, Merlin.
Fiona và Nữ hoàng Lillian tổ chức tiệc mừng em bé chào đời khi Charming và những kẻ hung ác khác tấn công lâu đài. Gingy, Pinocchio, Big Bad Wolf và Three Little Pigs ngăn nhóm của Charming đủ lâu để các cô gái trốn thoát. Khi một trong những con lợn vô tình tiết lộ rằng Shrek đã đi tìm Artie, Charming cử Thuyền trưởng Hook và những tên cướp biển của anh ta để truy tìm chúng. Rapunzel, yêu Charming, phản bội Fiona và những người phụ nữ bị nhốt trong một tòa tháp.
Hook và những tên cướp biển của hắn đuổi kịp Shrek trên hòn đảo của Merlin. Shrek tránh bị bắt và Hook tiết lộ việc Charming tiếp quản Far Far Away. Shrek hối thúc Artie trở lại Worcestershire. Thay vào đó, Artie lừa Merlin sử dụng phép thuật của mình để đưa họ đến Far Far Away. Câu thần chú khiến Puss và Donkey vô tình hoán đổi thân xác. Họ tìm thấy Pinocchio và biết rằng Charming định giết Shrek như một phần của vở kịch. Sau khi đột nhập vào lâu đài, họ bị bắt và bị giam cầm.
Charming chuẩn bị giết Artie để giữ lại vương miện. Để cứu mạng Artie, Shrek đã nói dối, tuyên bố rằng anh ta chỉ lợi dụng Artie để thay thế anh ta làm vị vua tiếp theo. Charming tin Shrek và để Artie thất vọng rời đi. Lừa và Mèo bị giam cùng với Fiona và những người phụ nữ, nơi Fiona trở nên thất vọng vì sự thiếu chủ động của họ. Lillian đập vỡ một lỗ hổng trên bức tường đá của nhà tù bằng một cú húc đầu. Trong khi các công chúa thực hiện nhiệm vụ giải cứu Shrek, Donkey và Puss giải thoát Gingy, Pinocchio và những người khác cùng với con của Dragon và Donkey. Puss và Donkey xoa dịu Artie bằng cách giải thích rằng Shrek đã nói dối để cứu mạng Artie.
Charming tổ chức một cuộc thách đấu trong một nhà hát âm nhạc trước vương quốc. Ngay khi Charming chuẩn bị giết Shrek, Fiona, Puss và Donkey, các công chúa và các nhân vật trong truyện cổ tích khác đối đầu với những kẻ ác, nhưng nhanh chóng bị khuất phục. Artie xuất hiện và có bài phát biểu trước những kẻ phản diện, thuyết phục họ rằng họ có thể được xã hội chấp nhận thay vì bị ruồng bỏ. Được truyền cảm hứng bởi bài phát biểu của Artie, những kẻ ác đồng ý từ bỏ con đường xấu xa của chúng, trong khi Charming từ chối lắng nghe và dùng kiếm lao vào Artie. Shrek chặn đòn và có vẻ như anh ta đã bị đâm. Charming tự phong mình là vua mới, nhưng Shrek tiết lộ rằng thanh kiếm đã trượt và đẩy Charming sang một bên, trong khi Dragon đánh sập tòa tháp xuống Charming.
Artie đăng quang vị vua mới của Far Far Away. Trong khi vương quốc ăn mừng, Merlin xuất hiện và hoàn nguyên việc hoán đổi cơ thể của Puss và Donkey. Trong khi đó, trở lại đầm lầy, Shrek và Fiona bắt đầu nuôi dạy cặp sinh ba mới của họ, đương đầu với thiên chức làm cha mẹ với sự giúp đỡ của Lừa, Mèo, Lillian và Rồng.